# Catotricha marinae
Catotricha marinae är en tvåvingeart som beskrevs av Boris Mamaev 1985. Catotricha marinae ingår i släktet Catotricha och familjen gallmyggor. Inga underarter finns listade i Catalogue of Life.